# Гребеннік Ігор Валерійович
Гребеннік Ігор Валерійович (нар. 28 жовтня 1966, м. Харків, УРСР) — український фахівець у галузі системотехніки, доктор наук, професор, завідувач кафедри системотехніки Харківського національного університету радіоелектроніки.

## Біографія
Ігор Гребеннік народився у м. Харків 28 жовтня 1966.
1988 року закінчив Харківський інститут радіоелектроніки за спеціальністю прикладна математика.
1992 році ним була захищена кандидатська дисертація, а з 1996 року він став працювати на посаді доцента кафедри системотехніки Харківського інституту радіоелектроніки.
2007 року ним була захищена докторська дисертація на базі Інституту проблем машинобудування ім. А. М. Підгорного НАН України. З того ж року він обіймає посаду професора кафедри системотехніки Харківського національного університету радіоелектроніки.
З 2013 року — він працює завідувачем кафедри системотехніки ХНУРЕ.

## Наукова робота
До сфери наукових інтересів Ігора Гребенніка можна включити:
- комбінаторика;
- комбінаторна оптимізація;
- комбінаторна генерація;
- математичне моделювання та розв'язання комбінаторних оптимізаційних задач геометричного проектування;
- комбінаторні задачі маршрутизації.

Серед його наукових досягнень слід виділити роботу над:
- методами формального опису, перечислення і генерації комбінаторних множин із заданими властивостями на основі базових комбінаторних множин;
- методами розв'язання оптимізаційних задач із опуклими цільовими функціями на комбінаторних множинах з лінійними обмеженнями;
- математичними моделями комбінаторних оптимізаційних задач розміщення геометричних об'єктів;
- інтервальними математичними моделями задач комбінаторної оптимізації на інтервальних комбінаторних множинах.

## Міжнародна діяльність
Ігор Гребеннік є представником Української федерації інформатики (UFI) у Генеральній асамблеї Міжнародної федерації з обробки інформації починаючи з січня 2012 року.
У період з 2012 по 2015 роки він був радник Міжнародної федерації обробки інформації (2012—2015) та членом її фінансового комітету (2016).
2016 року він був запрошеним професором Університету Бордо, і учасником проєкту «Secondary cities».

## Творчий доробок
Він є автором понад 200 праць:
- Локализация решений некоторых нелинейных целочисленных задач оптимизации // КСА. — 1993. — № 5.
- Интервальные модели комбинаторной оптимизации квазилинейных функций в пространстве InsR // Доп. НАН України. — 2004. — № 9.
- Классы композиционных образов комбинаторных множеств в математических моделях задач геометрического проектирования // Радиоэлектроника и информатика. — 2005. — № 3
- Modeling of interaction of the n–D spheres within interval spaces // Telecommunications and Radio Engineering. — 2007. Vol. 66. — № 3.

## Відзнаки
- Почесна грамота Харківської обласної державної адміністрації (2017).